# 1943 في المكسيك
فيما يلي قوائم الأحداث التي وقعت خلال عام 1943 في المكسيك.

## رياضة
- 16 أبريل – الدوري المكسيكي الممتاز 1943-44 الفائز Asturias F.C. [الإنجليزية]‏.

## مواليد

### يناير
- 1 يناير – جون دونبار فنان بريطاني.
- 1 يناير – فرنسيسكو خيمينيز
- 1 يناير – مانويل راموس ملاكم مكسيكي.
- 1 يناير – نورما مورا ممثلة مكسيكية.
- 15 يناير – ألبرتو مونيوث مصارع أمريكي.
- 19 يناير – غويلرمو غالفان غالفان سياسي مكسيكي.
- 20 يناير – فابيان فاسكيز متسابق حدث مكسيكي.

### فبراير
- 6 فبراير – ألفريدو غوزمان سبّاح مكسيكي.
- 24 فبراير – كزافييه كورتيس روتشا مهندس معماري مكسيكي.
- 24 فبراير – لورينزو ماير كاتب مكسيكي.
- 28 فبراير – أوكتافيو أوكامبو فنان مكسيكي.

### مارس
- 10 مارس – روبين أغيلار خيمينيز سياسي مكسيكي.
- 19 مارس – ماريو مولينا كيميائي مكسيكي.
- 26 مارس – ماريا لويزا الكالا

### أبريل
- 10 أبريل – خوليو إسترادا موسيقي مكسيكي.
- 12 أبريل – فيسنتي رومو لاعب كرة قاعدة مكسيكي.

### مايو
- 3 مايو – فيسنتي سالديفار ملاكم مكسيكي.
- 9 مايو – أرماندو لابرا عالم اقتصاد مكسيكي.
- 9 مايو – خوسيه لويس ألفاريز

### يونيو
- 18 يونيو – خوسيه لويس بيريز متسابق حدث مكسيكي.
- 24 يونيو – خوسيه لويس كاسترو أغيري

### يوليو
- 6 يوليو – رودولفو دي أندا ممثل مكسيكي.
- 10 يوليو – كارلوس ألبرت لاعب كرة قدم مكسيكي.
- 20 يوليو – خوسيه لويس ديبلدوكس مارتينيز أسقف روماني كاثوليكي مكسيكي.
- 25 يوليو – مارغريتا إيزابيل ممثلة مكسيكية.

### أغسطس
- 5 أغسطس – هيكتور فرنانديز أغيري سياسي مكسيكي.
- 20 أغسطس – سوكورو بونيلا
- 28 أغسطس – أغوستين خواريز درّاج طريق مكسيكي.

### سبتمبر
- 2 سبتمبر – فرنسيسكو جيل دياز اقتصادي مكسيكي.
- 9 سبتمبر – لازارو بيريز خيمينيز كهنوت مكسيكي.

### أكتوبر
- 11 أكتوبر – أنطونيو غارسيا توريس سياسي مكسيكي.
- 13 أكتوبر – ماوريسيو دي ماريا إي كامبوس دبلوماسي مكسيكي.
- 15 أكتوبر – أرتور مونتيل سياسي مكسيكي.
- 18 أكتوبر – جولييان باستور

### نوفمبر
- 5 نوفمبر – فرنسيسكو توماس رودريغيز مونتيرو سياسي مكسيكي.
- 5 نوفمبر – نورما لازارينو ممثلة مكسيكية.
- 8 نوفمبر – خوان فيرارا ممثل مكسيكي.
- 12 نوفمبر – فيدل رينيه ميزا كابريرا سياسي مكسيكي.
- 18 نوفمبر – ماريا لويزا ريد رسامة مكسيكية.

### ديسمبر
- 7 ديسمبر – روخيليو مونيوث سيرنا سياسي مكسيكي.
- 13 ديسمبر – ارتورو ريبستين مخرج أفلام مكسيكي.
- 13 ديسمبر – إغناثيو كالديرون لاعب كرة قدم مكسيكي.
- 25 ديسمبر – راؤول غارسيا مصارع هاوي مكسيكي.

## وفيات

### يناير
- 1 يناير – إيزابيل راميريز كاستانيدا (مواليد 1881)
- 13 يناير – كزافييه مارتينيز (مواليد 1869) فنان أمريكي.

### مايو
- 13 مايو – أدريان غارسيا كوندي (مواليد 1886) لاعب شطرنج مكسيكي.

### يوليو
- 13 يوليو – لورينزو بارسيلاتا (مواليد 1898) موسيقي مكسيكي.

### نوفمبر
- 5 نوفمبر – إدواردو مارتينيز سيليس (مواليد 1890)